# Гневково
Гневко́во (пол. Gniewkowo, Аргенау (нем. Argenau))  —  город  в Польше, входит в Куявско-Поморское воеводство,  Иновроцлавский повят.  Имеет статус городско-сельской гмины. Занимает площадь 9,18 км². Население — 7250 человек (на 2006 год).

## История
С 1314 года Гневково было столицей удельного княжества. Первым князем стал Казимир, сын Иновроцлавского князя Земомысла. В 1363 или 1364 году его сын Владислав продал свой удел королю Казимиру за 1000 флоринов.